# Nice-Matin
Nice-Matin este un cotidian regional francez. Ziarul acoperă Nisa și regiunea Provența-Alpi-Coasta de Azur, în sud-estul Franței.

## Istorie și profil
Nice-Matin a fost creat în 1944. Ziarul a fost deținut în comun de Groupe Hersant Média și Groupe Bernard Tapie până în iulie 2013, când acesta din urmă și-a redus participarea la 25%, iar primul a ajuns la 75%. Editorul ziarului este Hachette Filipacchi Medias, o filială a Lagardère.
În 2003, Nice-Matin avea un tiraj de 267.000 de exemplare.